# MOVCPM (CP/M)
MOVCPM – dyrektywa nierezydentna systemu CP/M, zlecająca utworzenie nowej wersji systemu operacyjnego CP/M, dostosowanej do określonej wielkości pamięci operacyjnej.
Ogólna postać dyrektywy MOVCPM:
MOVCPM [arg1] [arg2]
w której:
- arg1 – pojemność pamięci w kilobajtach, do której system ma być rekonfigurowany; jeżeli jest pominięty lub oznaczony gwiazdką *, to ma być dostosowany do całej dostępnej pamięci
- arg2 – może zostać zapisany tylko znakiem gwiazdki *, i oznacza, że ma być utworzona kopia systemu na dyskietce (dyrektywą SAVE lub SYSGEN).

Dyrektywa ta może mieć następującą postać:
MOVCPMrekonfiguracja systemu do całej dostępnej pamięci operacyjnej
MOVCPM *rekonfiguracja systemu do całej dostępnej pamięci operacyjnej
MOVCPM nrekonfiguracja systemu do pamięci n kB
MOVCPM n *rekonfiguracja systemu do pamięci n kB, z przygotowaniem systemu do zapisania na dyskietce
MOVCPM * *rekonfiguracja systemu do całej dostępnej pamięci operacyjnej, z przygotowaniem systemu do zapisania na dyskietce.
Należy również zaznaczyć, iż:
- wartość parametru arg1 musi zawierać się w przedziale 16-64 kB,
- dyrektywa MOVCPM sama nie zapisuje utworzonego systemu na dyskietkę lecz jedynie przygotowuje odpowiednią wersję systemu w pamięci; do zapisu wersji systemu przygotowanego poleceniem MOVCPM stosuje się dyrektywy:
  - SAVE – zapamiętanie obrazu systemu jako pliku binarnego, który może być dalej przetwarzany
  - SYSGEN – zapis systemu (nowej wersji), na dwóch pierwszych ścieżkach dyskietki, czyli utworzenie dyskietki systemowej.